# Zajta Dżamma’in
Zajta Dżamma’in (arab. ‏زيتا جماعين‎, Zaytā Ǧammāʿīn) – wieś w Palestynie, w muhafazie Nablus. Według danych szacunkowych Palestyńskiego Centralnego Biura Statystycznego w 2016 roku miejscowość liczyła 2567 mieszkańców.